# Marijn van den Goorbergh
Marijn van den Goorbergh, (6 februari 1993) is een Nederlands korfballer. Hij speelt korfbal op het hoogste Nederlandse niveau, namelijk in de Korfbal League. In 2021 werd hij met PKC Nederlands zaalkampioen en in 2022 won hij de Nederlandse veldtitel. Hij won op 1 toernooi goud met het Nederlands korfbalteam.

## Spelerscarrière

### DVO
Van Den Goorbergh begon op 6-jarige leeftijd met korfbal bij DVO/Accountor uit Bennekom. Hij maakte op 19-jarige leeftijd zijn debuut in het eerste team in seizoen 2011-2012. In dat seizoen kon DVO-icoon Jos Roseboom niet alle wedstrijden spelen en de club had het hierdoor lastig. Coach Jacko Vermeer liet Van den Goorbergh in 2 wedstrijden meedoen, waarin Van den Goorbergh meteen 4 goals maakte. Uiteindelijk werd DVO/Accountor 9e in de competitie en moest het degradatiekorfbal spelen. Er werd in de play-downs gewonnen van OVVO waardoor DVO/Accountor in de Korfbal League kon blijven.
In de veldcompetitie speelde DVO op dat moment Hoofdklasse, maar promoveerde aan het eind van het seizoen naar de Ereklasse, de hoogste veldcompetitie.
In seizoen 2012-2013 speelt Van den Goorbergh 13 wedstrijden mee en maakt 26 goals. Feitelijk is hij hiermee gedeeld 4e selectieheer met Ivan Roozenbeek.
In de zaal werd DVO/Accountor 6e. Op het veld deed de club als promovendus meteen goede zaken. Het werd 2e in de Ereklasse B, waardoor het in de kruisfinale stond, waar echt verloren werd van AKC Blauw-Wit met 17-15, waardoor DVO/Accountor de veldfinale mis liep.
Vanaf seizoen 2013-2014 was Van den Goorbergh een vaste heer in de hoofdmacht, naast Roseboom en Momo Stavenuiter. Van den Goorbergh speelde alle 18 wedstrijden en maakte 62 goals. DVO/Accountor eindigde als 7e.
In seizoen 2017-2018 moeten alle zeilen bijgezet worden. De ploeg had weliswaar Ben Crum als hoofdcoach, maar had het lastig. Uiteindelijk werd DVO/Accountor in de competitie 9e, waardoor in de play-downs degradatie ontlopen werd. In de play-downs was Dalto de tegenstander. DVO/Accountor won de beslissende derde wedstrijd met 32-23 en handhaafde zichzelf in de Korfbal League.

### PKC
In 2018 verruilde Van den Goorbergh van club en sloot zich aan bij het grotere PKC uit Papendrecht. Bij deze club kwam hij in een brede selectie en speelde hij niet elke wedstrijd in de basis. Onder nieuw aangesloten coach Daniël Hulzebosch moest Van den Goorbergh vechten voor zijn plaats en hij speelde uiteindelijk 14 wedstrijden. PKC eindigde dit seizoen als tweede en versloeg in de play-offs LDODK waardoor het in de zaalfinale stond. Van den Goorbergh stond in deze finale in de basis en mocht aantreden tegen de Delftse tegenstander Fortuna. Uiteindelijk won Fortuna de zaalfinale met 21-19.
Iets later, in de veldcompetitie werd PKC 1e in de Ereklasse B, maar verloor het in de kruisfinale van DOS'46. Uiteindelijk zou DOS'46 ook veldkampioen worden.
In 2019-2020 deed PKC wederom goede zaken in de competitie. In de zaal had PKC zich als eerste geplaatste voor de play-offs, maar dit kreeg geen vervolg vanwege COVID-19.
In seizoen 2020-2021 maakte Van den Goorbergh geen speelminuten voor PKC in de reguliere competitie vanwege blessureleed. Wel werd PKC eerste in Poule A, waardoor het zich plaatste voor de play-offs. In de eerste ronde versloeg PKC DVO en in de tweede play-off ronde werd TOP verslagen. Hierdoor plaatste PKC zich voor de finale, waar het Fortuna tegen kwam. In de finale won PKC met 22-18, waardoor het Nederlands zaalkampioen werd.
In seizoen 2021-2022 deed PKC in het seizoen weer goede zaken. Gedurende de reguliere competitie verloor het slechts 2 wedstrijden. Hierdoor eindigde de ploeg als 2e en haalden ze als 1 van de favorieten de play-offs. In de play-off serie won PKC in twee wedstrijden van concurrent DVO, waardoor PKC voor het derde jaar op rij in de zaalfinale stond. Ook voor de derde jaar op rij was Fortuna weer de tegenstander. De finale, die weer in een vol Ahoy werd gespeeld, was spannend. Uiteindelijk won Fortuna de finale met 22-21, waardoor PKC was onttroond als zaalkampioen.
Iets later, in de veldcompetitie, won PKC in de kruisfinale van LDODK met 17-15 en plaatste zich zodoende voor de veldfinale. In de finale won PKC nipt met 24-23 van DVO. Hierdoor was PKC de nieuwe Nederlandse veldkampioen.

### Koog Zaandijk
Na 4 jaar bij PKC, in 2022, verruilde Van den Goorbergh van club en sloot hij zich aan bij Koog Zaandijk.
In seizoen 2022-2023, zijn eerste seizoen bij de club stond KZ na de reguliere competitie met 18 punten uit 18 wedstrijden op de 6e plek. Ze plaatsten zich niet voor de play-offs in dit seizoen.
Seizoen 2023-2024 werd een bijzonder seizoen voor KZ. Voor het seizoen begon kreeg de ploeg een kwaliteitsimpuls vanwege de komst van KV Groen Geel spelers Kevin Dik en Carlo de Vries. Hierdoor was de ploeg aardig versterkt ten opzichte van vorig seizoen. Gedurende het seizoen deed de ploeg het goed en na de 18 competitieduels eindigde de ploeg met 27 punten op de 4e plek. Hierdoor plaatste KZ zich voor de play-offs. Tegenstander in de play-off serie was titelfavoriet PKC.In de best-of-drie serie verloor KZ in 2 wedstrijden, waardoor de ploeg zich niet plaatste voor de zaalfinale.
Seizoen 2024-2025 werd een seizoen voor KZ zonder nacompetitie. In het zaalseizoen werd de ploeg 5e en miste op 2 punten na de play-offs. Ook in de veldcompetitie plaatste de ploeg zich niet voor de play-offs, waardoor het een seizoen werd in de middenmoot.

## Erelijst
- Korfbal League kampioen, 1x (2021)
- Ereklasse kampioen, 1x (2022)
- Korfbal NK 1 tegen 1 kampioen, 1x (2015)

## Oranje
Van den Goorbergh speelde in Jong Oranje, totdat hij in 2016 door bondscoach Wim Scholtmeijer werd geselecteerd voor het grote Nederlands korfbalteam. In dienst van Oranje won Van den Goorbergh goud op het EK van 2016. Hierna werd Van den Goorbergh niet meer geselecteerd voor Oranje. Hij speelde in totaal 2 officiële interlands.